# Gall (Adelsgeschlecht)

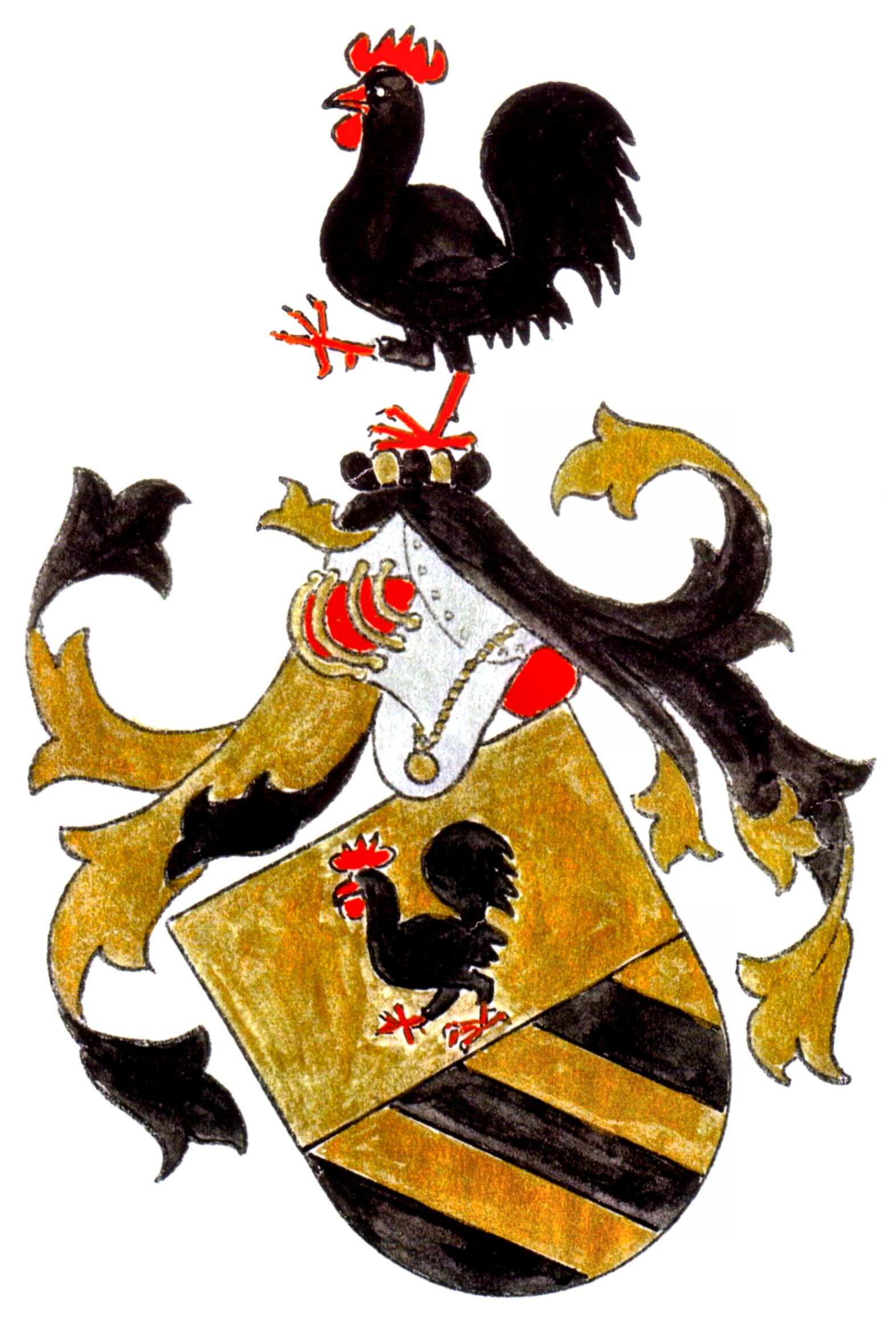
Stammwappen der Herren und späteren Freiherren von Gall

Von Gall (historisch auch de Gall und noch früher de Gallo oder Gallio) ist der Name eines deutschen Adelsgeschlechts mit norditalienischen Wurzeln, dessen Freiherrenstand 1853 im Großherzogtum Hessen, 1863 im Großherzogtum Oldenburg und 1889 im Königreich Preußen anerkannt wurde.

## Geschichte
Das Geschlecht entstammt dem Patriziat von Como, wo es bereits 1307 zu den angesehensten guelfischen Familien gehörte. Von Como aus baute die Familie im 14. Jahrhundert ein international agierendes Finanz- und Handelshaus auf, das Tuchstoffe nach Deutschland und Spanien exportierte und Kredite vergab. Nachkommen des Kardinals Tolomeo Gallio führten den Titel des Herzogs von Alvito. Mit Bernardino de Gallo kam 1501 der erste Gall nach Deutschland und zwar nach Konstanz, um hier die Handelsbeziehungen zu verfestigen. Obwohl er die Konstanzer Bürgerrechte verliehen bekommen hatte, wohnte er aber wohl bis 1522 überwiegend in Como. Sein Sohn Nicolaus von Gall (1545 urkundlich als Nicolaus de Gallo, † 1554) erwarb die freiadeligen Güter Hochstraß, Ober-Giersberg und Untercastell im schweizerischen Thurgau bzw. bei Konstanz. 1530 urkundete er als deren Besitzer mit dem Prädikat edler und vester Herr. 1553 oder 1554 zog er aus Konstanz, wo er seit 1518 gesteuert hatte, in den Thurgau und wurde in die Adelsgesellschaft Nothfeststein in St. Gallen als Mitglied aufgenommen. Sein Sohn Nicolaus II war Bürgermeister von Konstanz und Gerichtsherr zu Hessenreuti und der Herrschaft Oberaach im Thurgau.

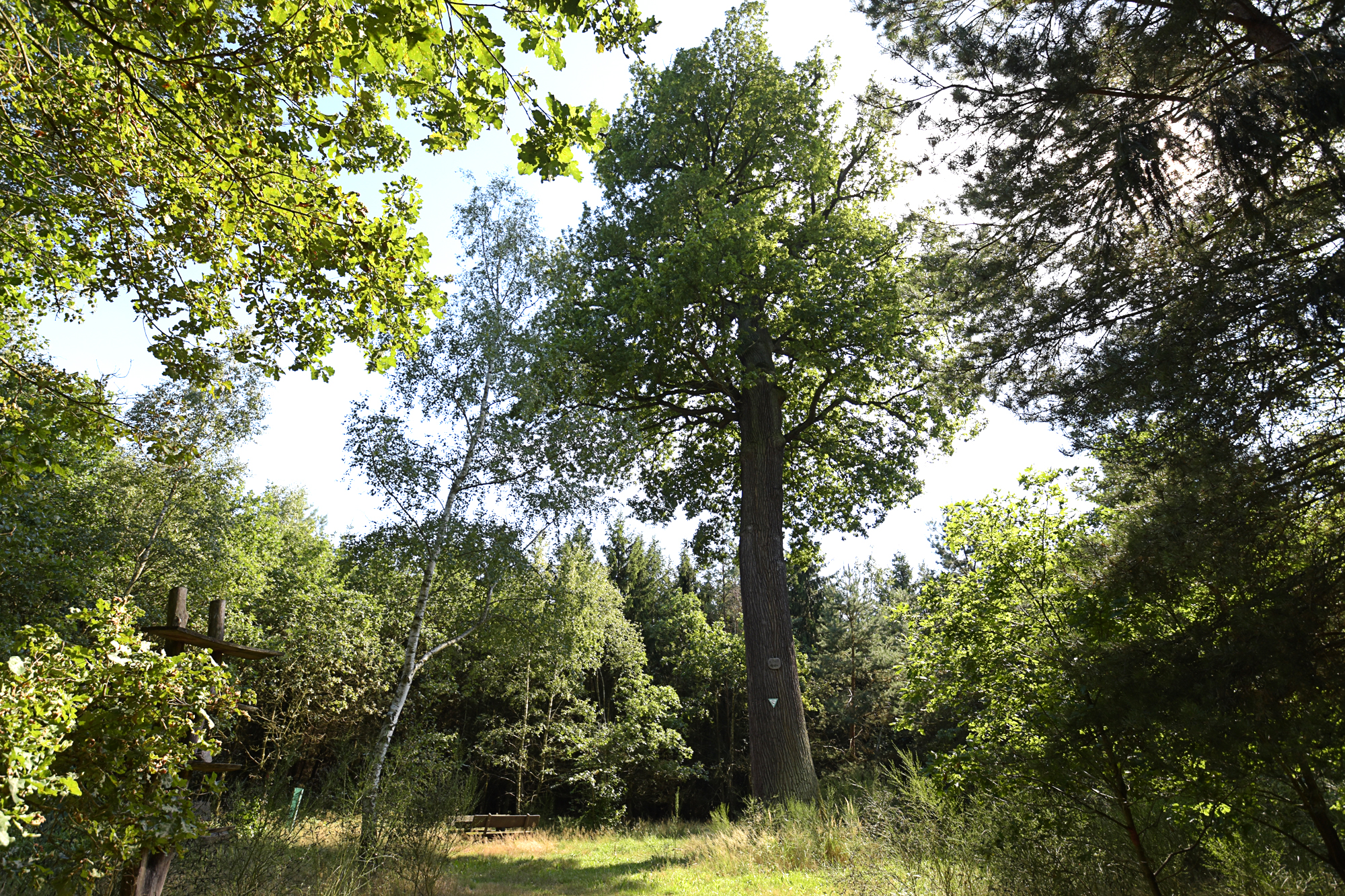
Naturdenkmal in Darmstadt: Die von-Gall-Eiche, benannt nach dem hessischen Landesjägermeister Carl Freiherr von Gall

Andreas von Gall, geboren 1575, Sohn von Nicolaus III. von Gall und Maria Magdalena von Blarer zu Wartensee, kam 1604 aus Konstanz nach Darmstadt. Mit ihm wurde diese Linie derer von Gall evangelisch. 1628 kaufte Andreas den Besitz Netzmühle bei Kirchhain. Dieser sollte fast 200 Jahre der Stammsitz derer von Gall in Hessen sein. 1816 verkauften sie den adeligen Hof Netz nebst Mühle an die Freiherren von Fürstenberg. Einer der letzten Eigentümer war der kinderlos verstorbene Ludwig von Gall (1732–1800), Hessen-Hanauischer Kammerpräsident und Geheimer Rat, Sohn des Friedrich Adolf von Gall, Gutsherr auf Netz (1708–1790). Seine Gemahlin war Johannette Sybille von Müllenheim, die 1813 als Witwe auf Netz verstarb. Der Freiherrenstand wurde für dessen Neffe den Großherzoglichen Kammerherren, Wirklichen Geheimrat und Landjägermeister Carl Christian Freiherrn von Gall, Sohn von Wilhelm Rudolf von Gall, mit Großherzoglichem Ministerialreskript vom 14. Januar 1853 bestätigt.
Johann Franz Schenk von Stauffenberg, Fürstbischof von Konstanz, belehnte 1708 Joseph Andreas de Gall (= Joseph Andreas von Gall von Hochstraß), Bürgermeister der Reichsstadt Ravensburg, und seinen Bruder Ludwig Julius de Gall mit dem erblichen Weinzehnten zu Markdorf. 1716 belehnte der Bischof damit Joseph Anton de Gall, nachdem dessen Vater Joseph Andreas de Gall sowie der Onkel Ludwig Julius de Gall verstorben waren. 1730 bekannte der Bischof von Konstanz, dass das Adelsgeschlecht derer von Gall zu Ravensburg ausgestorben sei und verlieh den Weinzehnten zu Markdorf erneut.
Die spätere Reichsäbtissin Maria Franziska von Gall (1707–1759), die 1747–1759 die Reichsabtei Gutenzell regierte, entstammte einem Zweig, dem das Gut Waldhof gehörte. Nach ihrer Geburt war sie zunächst auf die Namen Maria Barbara Dominica getauft worden. Später war Maria Franziska ihr Ordensname. Eine nahe Verwandte war Barbara von Gall zu Waldhof (1650–1691), welche mit Matthäus von Pflummern (1649–1707), Bürgermeister der Reichsstadt Überlingen, aus altem schwäbischem Adel, verheiratet war. Von ihren acht Kindern wurde Sohn Johann Ignaz (1681–1731) ebenfalls Bürgermeister von Überlingen, die Tochter Anna Katharina († 1761) Priorin von Urspring(en). Der letzte Herr von Gall zu Waldhof verkaufte das adelige Gut Waldhof im Jahre 1716. Es gehörte dann zur Herrschaft Herdwangen und damit zum Besitz der Reichsabtei Petershausen.

## Bekannte Familienmitglieder
- August von Gall (Offizier) (1800–1874), deutscher Offizier und Kammerherr
- August von Gall (1872–1946), deutscher evangelischer Theologe und Hochschullehrer
- Carl von Gall (1773–1861), hessischer Geheimer Rat und Landjägermeister
- Ferdinand von Gall (1809–1872), deutscher Intendant
- Friedrich von Gall (1770–1839), oldenburgischer Hofmarschall
- Gottfried von Gall (1723–1783), mainzischer Hofrat
- Hubertus von Gall (1935–2018), deutscher Archäologe
- Joseph Andreas von Gall von Hochstraß, 1695–1715 katholischer Bürgermeister der Reichsstadt Ravensburg
- Karl von Gall (1847–1926), preußischer General der Infanterie
- Louise von Gall (1815–1855), deutsche Schriftstellerin
- Ludwig von Gall (1769–1815), hessischer Kammerherr und Generalmajor
- Maria Franziska von Gall (1707–1759), 1747–1759 regierende Reichsäbtissin der Reichsabtei Gutenzell (geboren als Maria Barbara Dominica von Gall zu Waldhof)
- Wilhelm Rudolf Daniel Philipp von Gall (1734–1799), fürstlich-wittgensteinischer Hofmarschall; Oberst in Hessen-Kasselschen Diensten; Kammerherr, Hessischer Geheimrat und Oberlandjägermeister des Landgrafen von Hessen-Darmstadt

## Wappen
Das redende Stammwappen der ursprünglich de Gallo („gallo“ italienisch für „Hahn“) genannten Familie, wie sie es bereits in Italien und Nicolaus de Gall 1557 führte, zeigt im geteilten Schild oben in Gold einen rotbewehrten schwarzen Hahn, unten von Schwarz und Gold sechsmal schrägrechts geteilt. Auf dem Helm mit schwarz-goldenen Helmdecken der Hahn.

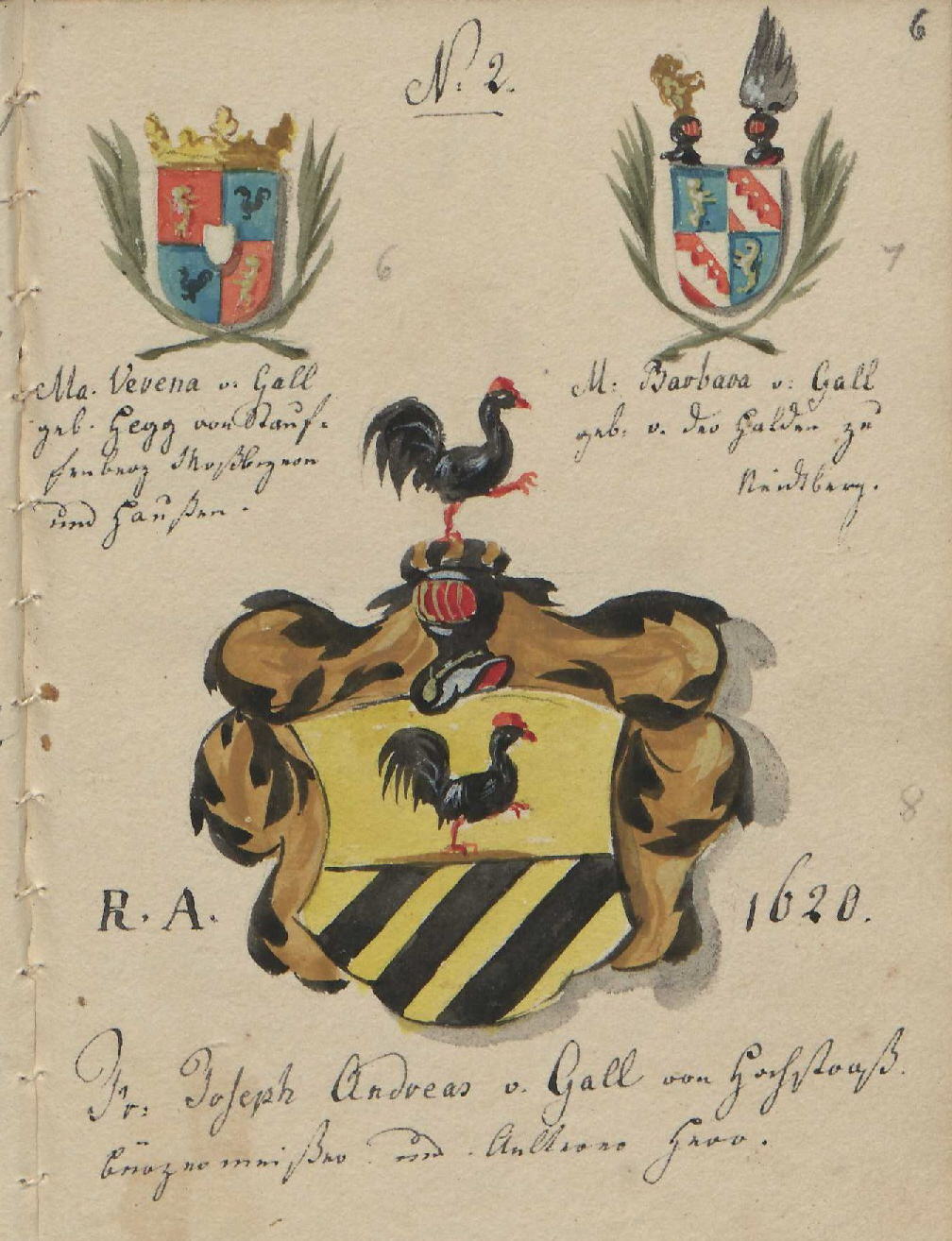
Wappenvariante im Wappenbuch der Adeligen Gesellschaft zu Ravensburg, von Joseph Andreas von Gall von Hochstraß
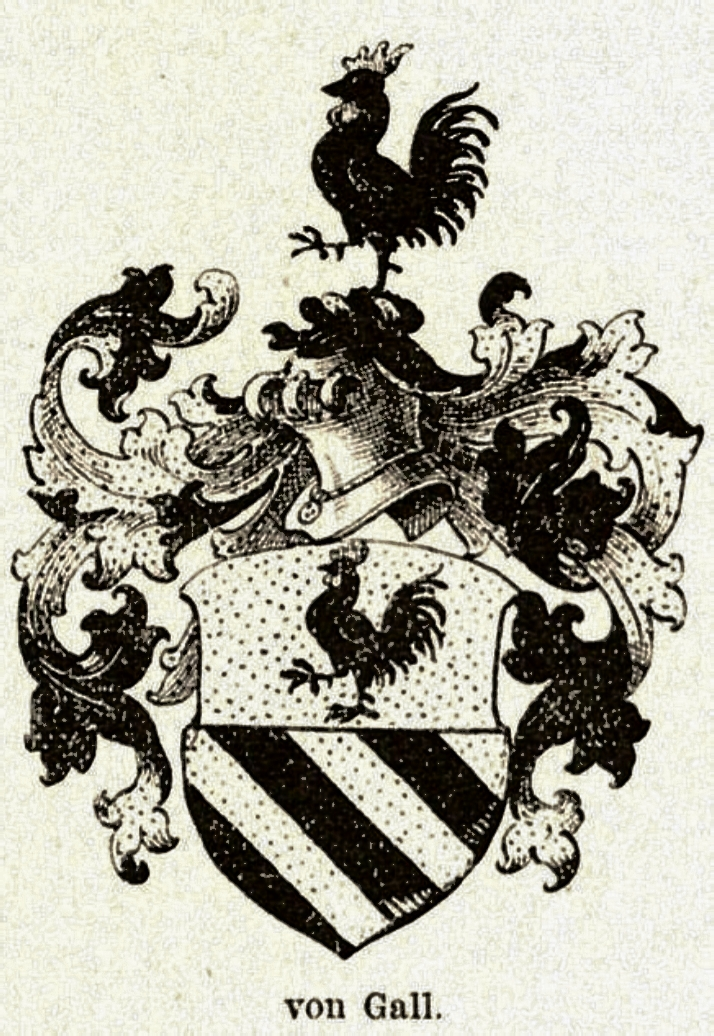
Wappen derer von Gall in Julius Kindler von Knobloch: Oberbadisches Geschlechterbuch, 1898
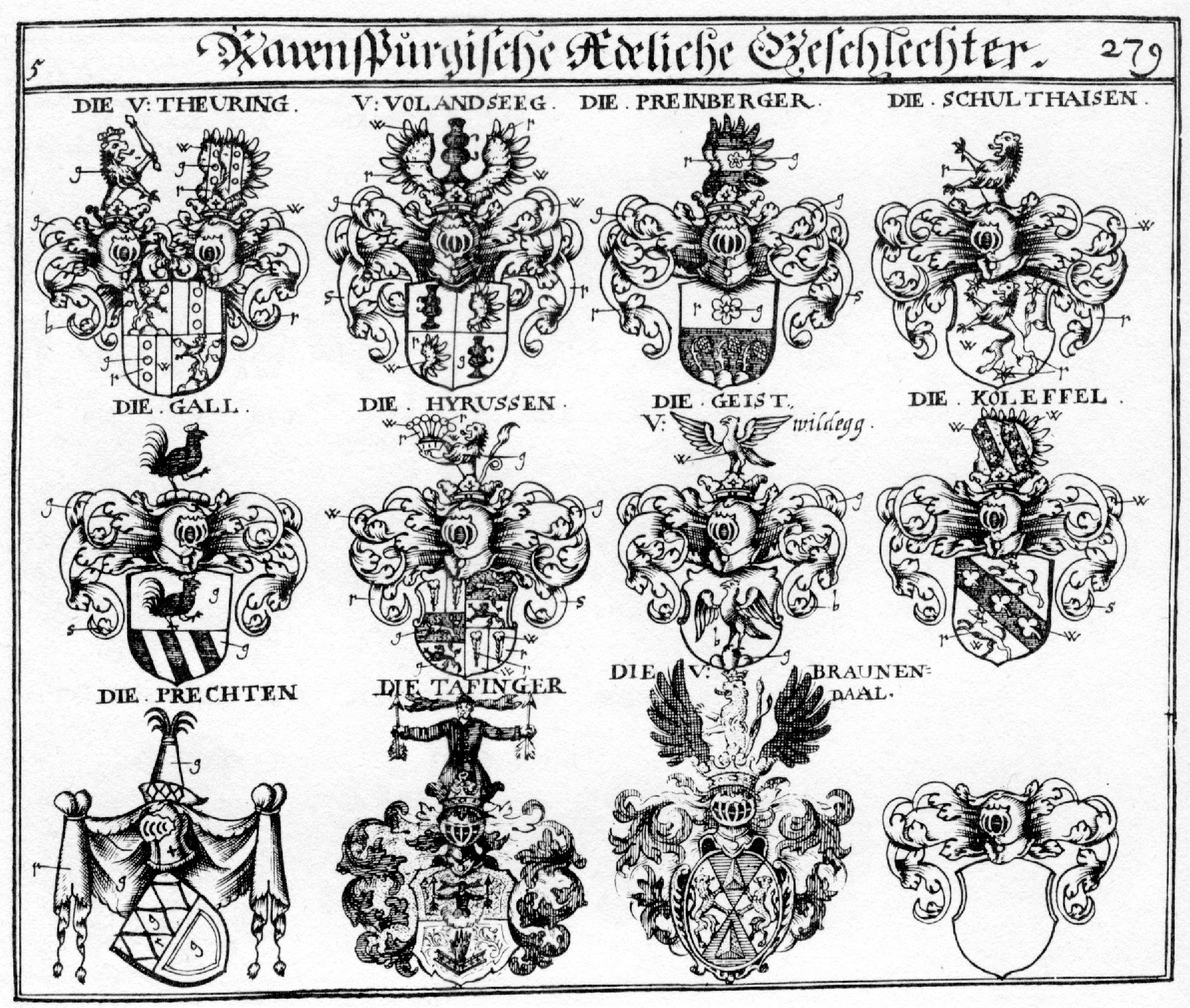
Wappen derer von Gall in Johann Siebmachers Wappenbuch um 1701, „Ravenspurgische Adeliche Geschlechter“
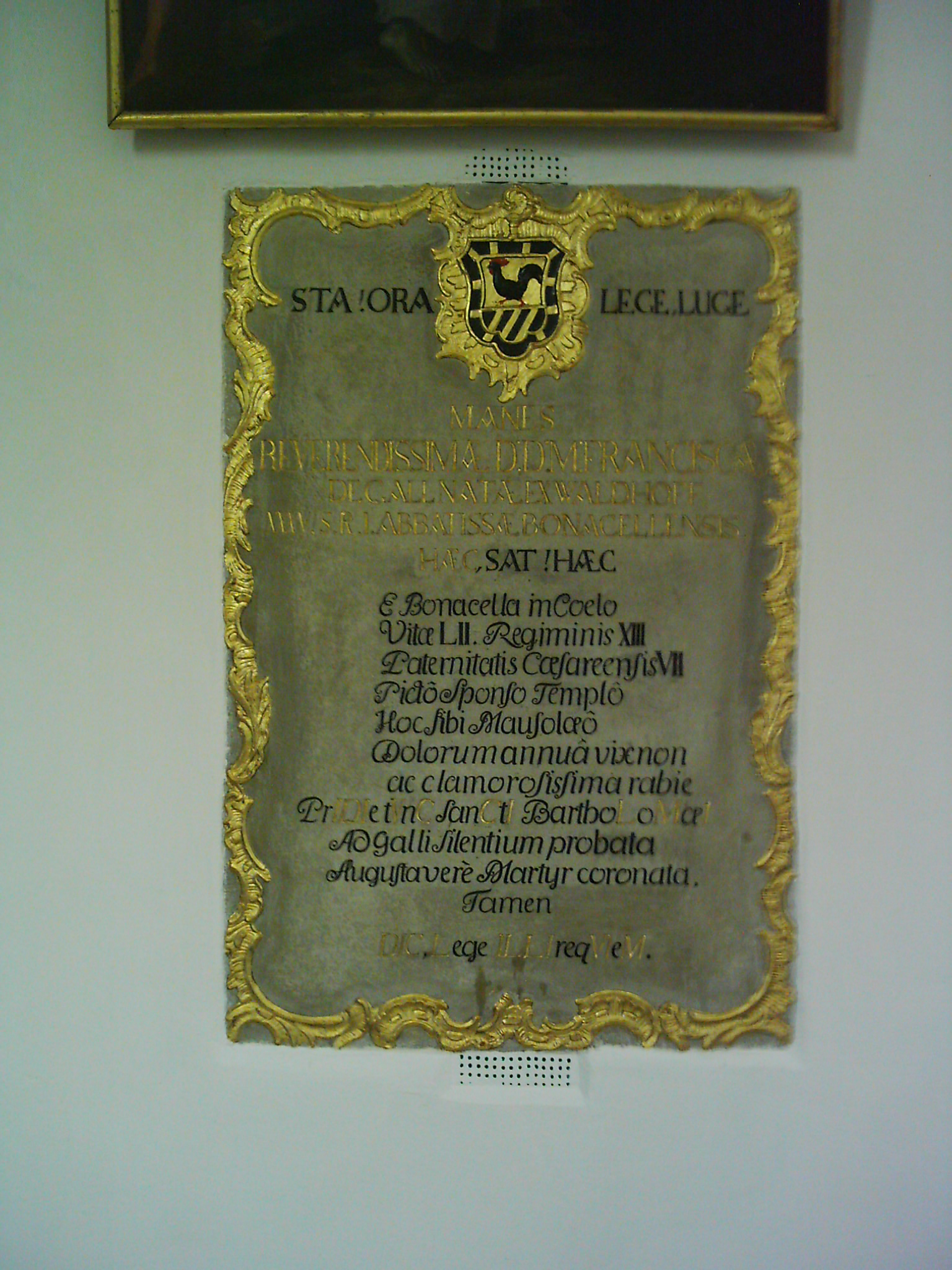
Epitaph der Maria Franziska von Gall, Reichsäbtissin von Gutenzell